# 井上和行
井上 和行（いのうえ かずゆき、1929年3月11日 - ）は、日本の元俳優。民衆舞台、竜企画に所属していた。
2017年から映像コンテンツ権利処理機構に連絡のとれない権利者として掲載されている。

## 出演作品

### テレビドラマ
- 氷雨（1959年）
- 明日に生きる（1960年）
- 西武民話劇場 人妻椿（1960年）
- テレビ偉人伝 北里柴三郎（1960年）
- テレビ図書館 三人兄弟（1960年）
- 侍 第3回「土佐犬」（1960年）
- 廃液（1960年）
- 眉月の誓い（1962年）
- 一匹（1963年）
- 徳川家康（1964年）
- 小さな目（1964年）
- NHK大河ドラマ
  - 太閤記（1965年） - 佐久間信盛
  - 源義経（1966年） - 隆恵法師
  - 竜馬がゆく（1968年）役名なし
  - 樅の木は残った（1970年）役名なし
  - 春の坂道（1971年）- 平岡頼勝
  - 国盗り物語（1973年） - 大久保忠世
  - 勝海舟（1974年）役名なし
  - 元禄太平記（1975年） - 日下玄蕃
  - 風と雲と虹と（1976年） - 下野国府の役人
  - 花神（1977年）- 松延六郎
  - 黄金の日日（1978年） - 定吉
  - 草燃える（1979年）役名なし
- おはなはん（1966年）
- とし子さん（1966年） - 吉塚正夫
- 螢火（1967年）
- チャコとケンちゃん（1968年）
- すばらしき罠（1969年）
- もう一つの傷（1971年）
- 天下御免（1971年）
- 放浪記（1974年）
- 破れ傘刀舟悪人狩り（1975年）
- 寺島町奇譚（1976年）
- 太陽にほえろ!
  - 第224話「保証人」（1976年） - 細井社長
  - 第258話「愛の追憶」（1977年） - 三好の近所の男
- 少年ドラマシリーズ / 赤い月（1977年）
- 日本の戦後（1977年）
- 悪女について（1978年）
- 松本清張シリーズ・火の記憶（1978年）
- 噂の刑事トミーとマツ 第1シリーズ（1979年-1980年） - 西山刑事
- 秘密のデカちゃん 第10話「キャッ!秘密の写真で留置場だァ」（1981年） - 写真館店主
- 男たちの旅路（1979年）
- 空よ海よ息子たちよ（1981年）
- 新ハングマン 第9話「連続射殺魔を騙した女結婚サギ師」（1983年） - 矢沢俊男
- 白夜（1984年）
- スクール☆ウォーズ 第12話「愛は死線を越えて」（1984年） - イソップに忠告する患者（通称：死神）

### 映画
- 荒い海（1969年） - 武井機関長
- 沖縄（1970年）
- 春男の翔んだ空（1977年） - 競輪場の客
- 裸の大将放浪記（1981年）

### 吹き替え
- サンダーバード（ヘクター・ミクギル）